# Nueva Asunción
Nueva Asunción (Nova Assunção em português) é uma cidade e distrito paraguaio localizado no Departamento de Presidente Hayes, na margem oeste do rio Paraguai, está localizada a 5 km de Assunção.

## Etimologia
Anteriormente a zona era conhecida como Chaco'i, que significa «pequeno chaco» em língua guaraní. Desde 2021 recebeu oficialmente o nome de Nueva Asunción, porque esta nova cidade se tornará em uma extensão de Assunção do outro lado do rio Paraguai.

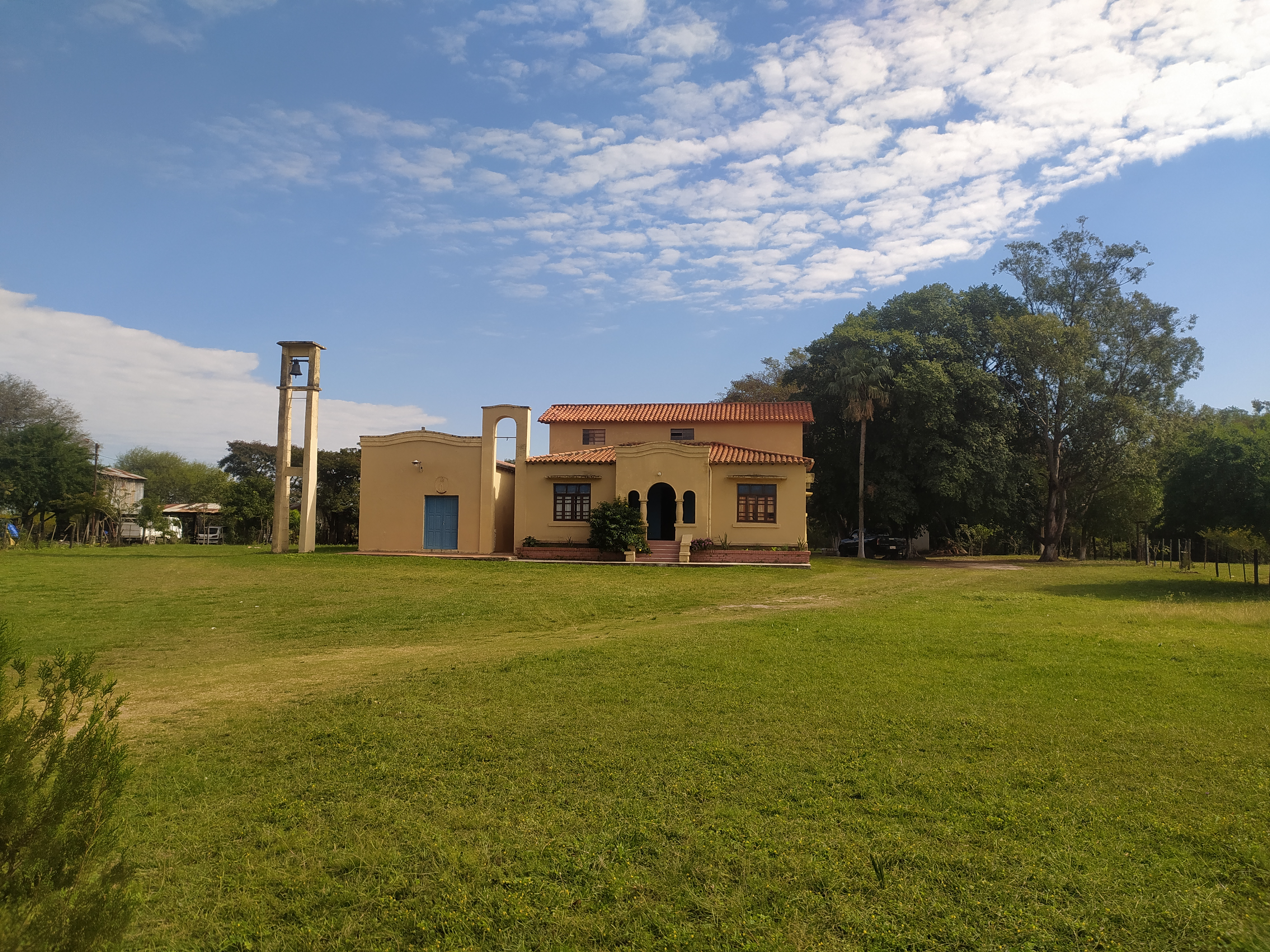
Igreja A Imaculada.

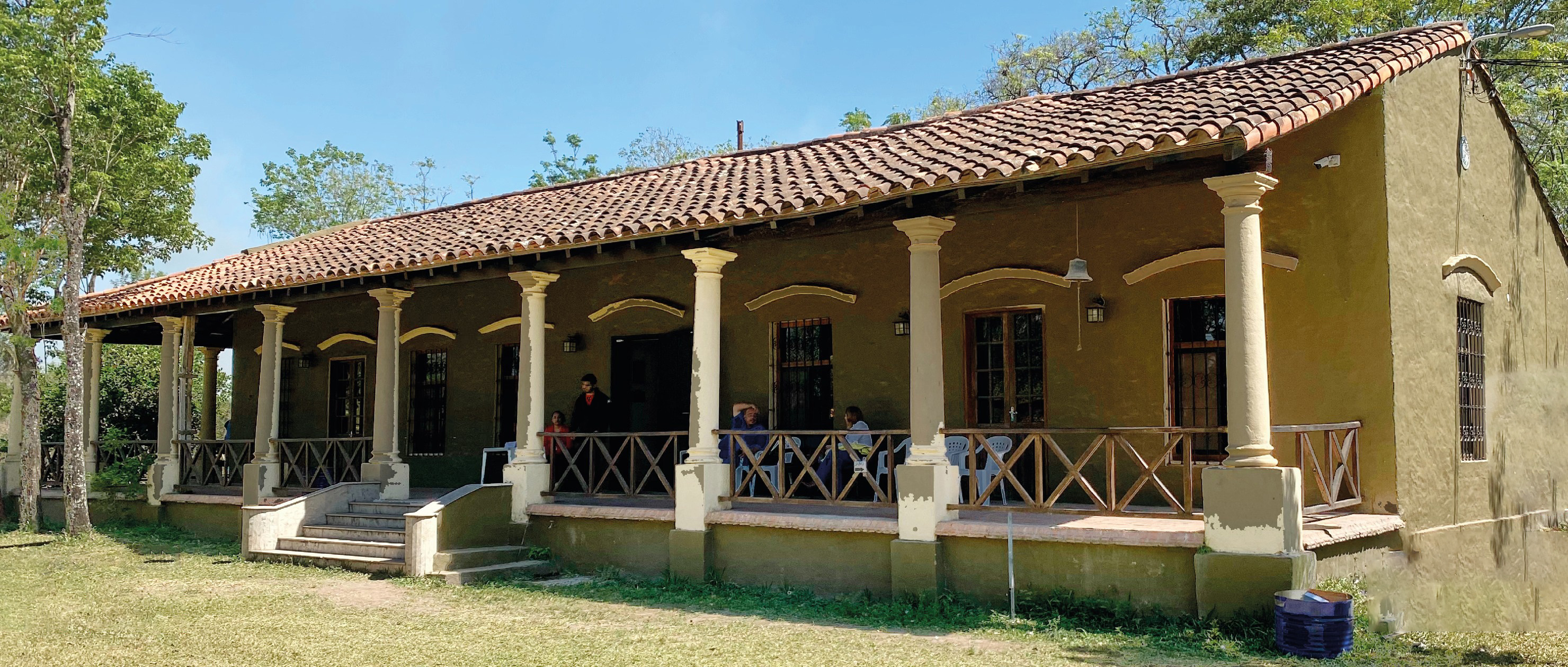
Municipalidade de Nova Assunção.

## Transporte
As duas principais rodovias da cidade são a Rota PY9 "Transchaco" e a Rota 12 (atualmente estrada de terra).
Possui também duas pontes importantes, a Ponte Remanso que a liga a Mariano Roque Alonso e a Ponte Heróis do Chaco, que a liga diretamente a Assunção.

Também é possível chegar à cidade atravessando o Rio Paraguai de barco.